# Carsten Rothenbach
Carsten Rothenbach (* 3. September 1980 in Heidelberg) ist ein ehemaliger deutscher Fußballspieler.

## Karriere

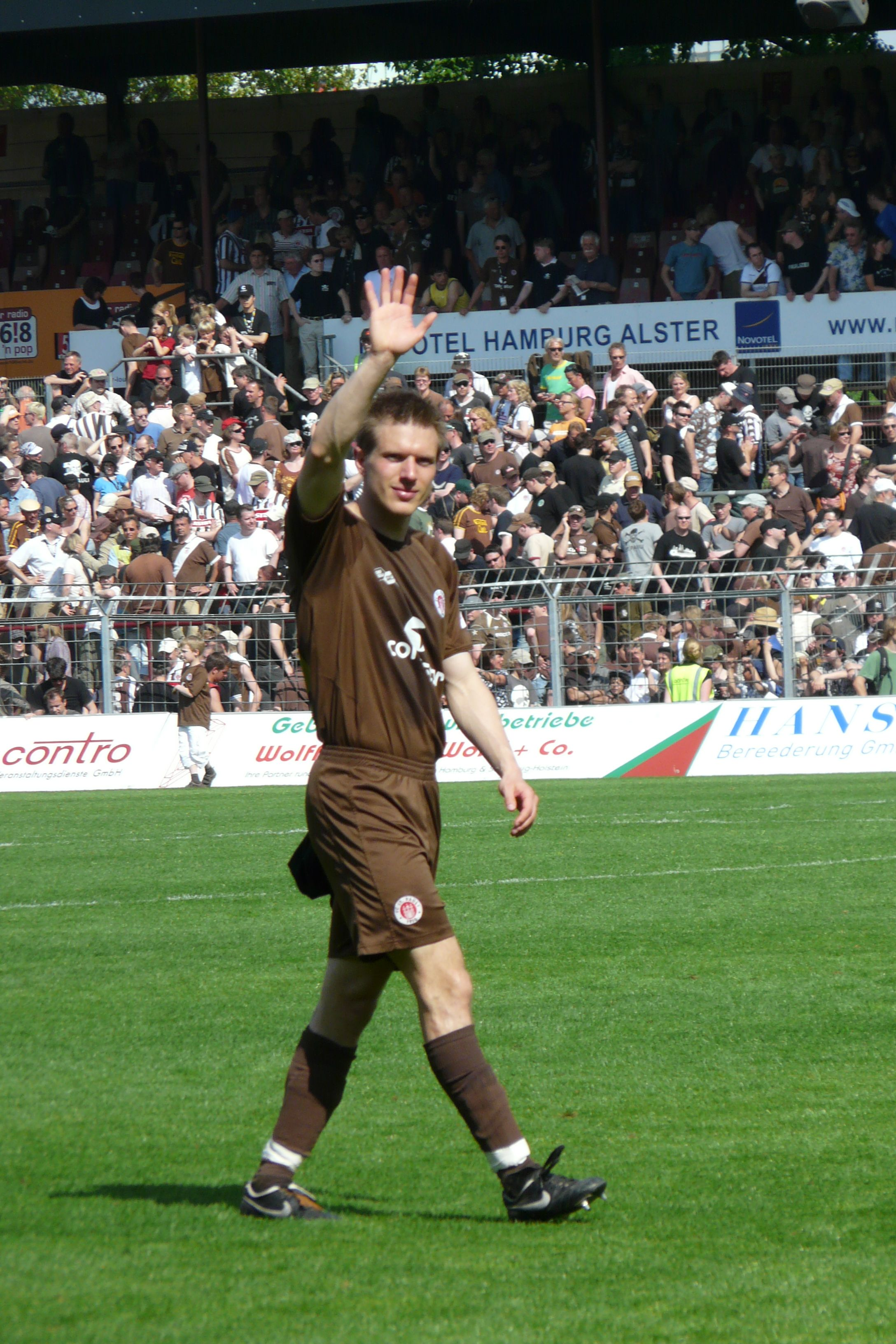
Rothenbach im Trikot von St. Pauli (2008)

Bis 1997 spielte Rothenbach für den FC Dossenheim und den SV Schriesheim, Von 1997 bis 2006 war er beim Karlsruher SC aktiv. Der 1,85 m große Abwehrspieler bestritt für den KSC 101 Spiele in der Zweiten Bundesliga, in denen er fünf Tore erzielte. In der Regionalliga Süd wurde er 52-mal eingesetzt, wobei er drei Tore machte.
Zur Saison 2006/07 wechselte er in die Regionalliga Nord zum FC St. Pauli, mit dem er 2007 in die 2. Bundesliga aufstieg. In der Saison 2007/08 hatte er als Stammspieler Anteil am Klassenerhalt seiner Mannschaft. Ende November 2008 verlängerte Rothenbach seinen Vertrag bis Juni 2012. Sein Bundesligadebüt absolvierte Rothenbach am 21. August 2010 im Auswärtsspiel beim SC Freiburg, das der FC St. Pauli mit 3:1 gewann. Er kam in seiner ersten Bundesligasaison auf 13 Einsätze. Aufgrund einer Patellasehnenverletzung fehlte er fast die komplette Rückrunde. Seinen zum Saisonende 2011/12 auslaufenden Vertrag verlängerte er nicht.
Im Mai 2012 verpflichtete der VfL Bochum Rothenbach. Er unterschrieb einen Zweijahresvertrag bis zum 30. Juni 2014.
Nach Vertragsende beim VfL Bochum 2014 nahm er keinen weiteren Vertrag bei einem Proficlub an und beendete seine aktive Laufbahn.
Heute ist Rothenbach Assistent des Sportdirektors beim FC St. Pauli.